# Moríñigo
Moríñigo település Spanyolországban, Salamanca tartományban. Moríñigo Babilafuente, Villoruela, Villoria, Ventosa del Río Almar és Cordovilla községekkel határos. Lakosainak száma 88 fő (2024).

## Népesség
A település népessége az elmúlt években az alábbi módon változott:
| Lakosok száma | 132  | 131  | 114  | 119  | 117  | 106  | 106  | 95   | 89   | 88   |
|               | 2001 | 2004 | 2007 | 2009 | 2012 | 2014 | 2017 | 2019 | 2022 | 2024 |